# Dusignathus seftoni
Dusignathus seftoni (лат.) — вид вымерших морских млекопитающих из вымершего рода Dusignathus семейства моржовых. Ископаемые остатки представителей вида известны из плиоцена Северной Америки: США (Калифорния). Его типовой образец — SDSNH 38342, фрагментарный череп. Не имели гипертрофированных верхних клыков, в отличие от современного моржа.